# Гис, Штефан
Штефан Гис (нем. Stefan Gies; род. 1954, Ландау-ин-дер-Пфальц) — немецкий музыкальный педагог.
Окончил Фрайбургскую высшую школу музыки со специализацией по музыкальной педагогике, также играл на альте, в том числе в джазовых и роковых составах. В 1981—1996 гг. преподавал музыку в гимназиях Баден-Вюртемберга и Берлина, одновременно в 1985—1990 гг. научный сотрудник отдела музыкальной педагогики Берлинского университета искусств, где в 1990 г. защитил докторскую диссертацию «Требования музыки как фактор в целеполагании музыкального образования» (нем. Der Anspruch der Musik als Faktor musikpädagogischer Zielbestimmung), в том же году вышедшую отдельным изданием в Эссене. С 1995 г. профессор музыкальной педагогики в Дрезденской высшей школе музыки, в 2003—2010 гг. её ректор. С 2015 г. исполнительный директор Европейской ассоциации консерваторий со штаб-квартирой в Брюсселе.
Составил сборник научных трудов «Культурная идентичность и социальные отличия: вызов основам музыкального образования» (нем. Kulturelle Identität und soziale Distinktion. Herausforderung für Konzepte musikalischer Bildung; 2014, совместно с Фрауке Хесс) и «Становясь музыкантами. Вовлечённость студентов и сотрудничество преподавателей в высшем музыкальном образовании» (англ. Becoming musicians. Student involvement and teacher collaboration in higher music education; 2019, совместно с Юном Хельге Сетре). Автор статей по музыкальной дидактике и истории музыкальной педагогики, а также учебных пособий.